# 제임스 안
제임스 안(1992년 4월 14일 ~)은 대한민국의 가수다. 2020년 싱글 《Impressions》로 데뷔했다.

## 학력
- 콜링우드 스쿨 졸업
- 펜실베이니아 대학교 경영학 학사
- 하버드 대학교 교육대학원 교육학 석사

## 방송
- 쇼미더머니 6 (2017)
- 쇼미더머니 10 (2021) - Top33
- 드랍더비트 (2022) - Top48(30위)
- 랩:퍼블릭 (2024)

## 음반
- Impressions (2020)
- Young (2020)
- We Love The Vibe (2021)
- Meditation (2021)
- 대기실 싸이퍼 (2021)
- One For The Old School (Feat. twlv) (2022)